# Dundee F.C.
Dundee Football Club – szkocki klub piłkarski założony w 1893 roku. Barwy granatowo-białe. Drużyna rozgrywa swoje mecze na Dens Park – stadionie, który wraz z obiektem ich największego rywala – Dundee United, są prawdopodobnie najbliżej siebie położonymi stadionami piłkarskimi na świecie. W latach 1996–1999 piłkarzem tego klubu był Dariusz Adamczuk, srebrny medalista olimpijski z Barcelony. Największym sukcesem klubu, oprócz Mistrzostwa Szkocji w sezonie 1961/62 był awans do finału Scottish Cup w roku 2003, gdzie Dundee FC przegrało 0:1 z Rangers. ów sukces pozwolił The Dees wystąpić w Pucharze UEFA, gdzie po wyeliminowaniu albańskiej Villazni Szkodra musieli uznać wyższość włoskiej Perugii.
Obecnie występuje w Scottish Premiership.

## Sukcesy
- Mistrzostwo Szkocji (1): 1961/62;
- Puchar Szkocji (1): 1909/10;
- Puchar Ligi Szkockiej (3): 1951/52, 1952/53, 1973/74;
- Finał Pucharu Szkocji (4): 1924/25, 1951/52, 1963/64, 2002/03;
- Finał Pucharu Ligi Szkockiej (3): 1967/68, 1980/81, 1995/96;
- Scottish League Challenge Cup (1): 1990/91;
- Finał Scottish League Challenge Cup (1): 1994/95;
- Tennents' Sixes (1): 1988.

## Obecny skład
Stan na 5 września 2015
| Nr | Poz. | Piłkarz                   |
| -- | ---- | ------------------------- |
| 1  | BR   | Scott Bain                |
| 2  | OB   | Gary Irvine (wicekapitan) |
| 3  | OB   | Kevin Holt                |
| 4  | OB   | Thomas Konrad             |
| 5  | OB   | James McPake              |
| 6  | OB   | Daryll Meggatt            |
| 7  | NA   | Greg Stewart              |
| 8  | PO   | Nicky Low                 |
| 9  | NA   | Rory Loy                  |
| 10 | PO   | Kevin Thomson (kapitan)   |
| 12 | BR   | David Mitchell            |

| Nr | Poz. | Piłkarz                              |
| -- | ---- | ------------------------------------ |
| 15 | NA   | Kane Hemmings                        |
| 16 | OB   | Julen Etxabeguren                    |
| 17 | PO   | Nick Ross                            |
| 18 | NA   | Paul McGowan                         |
| 19 | OB   | Paul McGinn                          |
| 20 | PO   | Riccardo Calder (wyp. z Aston Villa) |
| 23 | NA   | Rhys Healey (wyp. z Cardiff City)    |
| 26 | OB   | Kostadin Gadzhalov                   |
| 28 | PO   | Dylan Carreiro                       |
| 29 | PO   | Gary Harkins                         |

## Europejskie puchary
Legenda do wszystkich tabel:
- Q – runda eliminacyjna, 1/16, 1/8, 1/4, 1/2 – odpowiednia faza rozgrywek, Grupa – runda grupowa, 1r gr – pierwsza runda grupowa, 2r gr – druga runda grupowa, F – finał, R – runda, PO – play-off
- k. – rzuty karne, los. – losowanie, Dogr. – dogrywka, w. – zasada bramek strzelonych na wyjeździe

| Sezon   | Rozgrywki                 | Runda | Klub             | Dom | Wyjazd | Ogólnie |
| ------- | ------------------------- | ----- | ---------------- | --- | ------ | ------- |
| 1962/63 | Puchar Europy             | Q     | 1. FC Köln       | 8–1 | 0–4    | 8–5     |
| 1962/63 | Puchar Europy             | 1R    | Sporting CP      | 4–1 | 0–1    | 4–2     |
| 1962/63 | Puchar Europy             | 1/4   | RSC Anderlecht   | 2–1 | 4–1    | 6–2     |
| 1962/63 | Puchar Europy             | 1/2   | A.C. Milan       | 1–0 | 1–5    | 2–5     |
| 1964/65 | Puchar Zdobywców Pucharów | 2R    | Real Saragossa   | 2–2 | 1–2    | 3–4     |
| 1967/68 | Puchar Miast Targowych    | 1R    | AFC DWS          | 3–0 | 1–2    | 4–2     |
| 1967/68 | Puchar Miast Targowych    | 2R    | RFC Liège        | 3–1 | 4–1    | 7–2     |
| 1967/68 | Puchar Miast Targowych    | 1/4   | FC Zürich        | 1–0 | 1–0    | 2–0     |
| 1967/68 | Puchar Miast Targowych    | 1/2   | Leeds United     | 1–1 | 0–1    | 1–2     |
| 1971/72 | Puchar UEFA               | 1R    | Akademisk BK     | 4–2 | 1–0    | 5–2     |
| 1971/72 | Puchar UEFA               | 2R    | 1. FC Köln       | 4–2 | 1–2    | 5–4     |
| 1971/72 | Puchar UEFA               | 3R    | A.C. Milan       | 2–0 | 0–3    | 2–3     |
| 1973/74 | Puchar UEFA               | 1R    | FC Twente        | 1–3 | 2–4    | 3–7     |
| 1974/75 | Puchar UEFA               | 1R    | RWD Molenbeek    | 2–4 | 0–1    | 2–5     |
| 2001    | Puchar Intertoto          | 1R    | Sartid           | 0–0 | 2–5    | 2–5     |
| 2003/04 | Puchar UEFA               | Q     | Vllaznia Szkodra | 4–0 | 2–0    | 6–0     |
| 2003/04 | Puchar UEFA               | 1R    | Perugia          | 1–2 | 0–1    | 1–3     |